# 나라이역
나라이역(일본어: 奈良井駅)은 일본 나가노현 시오지리시에 있는 도카이 여객철도 주오 본선의 역이다.

## 역 구조 및 승강장
단선 1면 1선과 섬식 1면 2선, 합계 2면 3선의 승강장을 가지는 지상역. 기소히라사와 방향 단선, 야부하라 방향 복선의 교환가능역이기도 하다. 유치선, 과선교를 가진다. 과선교가 설치되기 전은 승강장의 남단과 역사의 사이에 구내 건널목이 있었지만, 현재도 그 자취가 있다.
역사는 목조로, 여인숙 마을의 분위기와 맞도록 군데군데 손에 들어가고 있다. 기소후쿠시마역 관리의 간이 위탁역이다.
구 나카센도의 도리이 고개를 넘어 대기(야부하라 간의 도리이 터널), 주오 본선의 도카이 여객철도 구간(주오 사이선)에는, 가장 해발 고도가 높다.
| 1 | ■ 주오 본선 | 하행 | 시오지리 · 나가노 방면   |                   |
| 2 | ■ 주오 본선 | 하행 | 시오지리 · 나가노 방면   | 대피 등 일부 열차 |
| 2 | ■ 주오 본선 | 상행 | 나카쓰가와 · 나고야 방면 | 대피 등 일부 열차 |
| 3 | ■ 주오 본선 | 상행 | 나카쓰가와 · 나고야 방면 |                   |

## 역 주변
구 나카센도 나라이주쿠는, 역의 남쪽 앞의 장소에 있다. 역 앞 광장의 일부는, 나라이주쿠 관광용의 주차장도 겸하고 있다. 관광지인 나라이주쿠의 현관역이지만, 특급 등의 우등열차의 정차는 없고, 철도를 이용하는 관광객은 그다지 많지 않다.
기소후쿠시마 근처에 C12형 증기 기관차 199호기가 전시되어 있다.
- 나카센도 나라이주쿠
- 국도 제19호선

## 이용 현황
1일 평균 승차 인원은, 이하와 같이 되고 있다.
- 1999년도 - 164명
- 2000년도 - 145명
- 2001년도 - 135명
- 2002년도 - 113명
- 2003년도 - 97명
- 2004년도 - 88명
- 2005년도 - 80명
- 2006년도 - 80명
- 2007년도 - 81명
- 2008년도 - 79명

## 역사
- 1909년 12월 1일 : 일본국유철도 주오토선 시오지리 역 - 이 역 간 연신과 동시에 개업. 여객 및 화물의 취급을 개시.
- 1910년 11월 5일 : 주오 토선이 야부하라 역까지 연신, 도중역이 된다.
- 1911년 5월 1일 : 선로 명칭 제정. 이 역을 포함해 주오 토선이 주오 본선으로 개칭되었다.
- 1972년 11월 30일 : 화물의 취급을 폐지.
- 1987년 4월 1일 : 일본국유철도 분할 민영화에 의해, 도카이 여객철도의 역이 된다.

## 인접 역
| 도카이 여객철도 주오 본선           | 도카이 여객철도 주오 본선 | 도카이 여객철도 주오 본선       |
| ----------------------------------- | ------------------------- | ------------------------------- |
| 기소히라사와 시오지리 · 나가노 방면 | ■ 주오 본선               | 야부하라 나카쓰가와·나고야 방면 |